# Demografischer Übergang
Demografischer Übergang (englisch demographic transition) oder demografische Transformation beschreibt in der Demografie einen typischen Verlauf der Bevölkerungsentwicklung von Staaten bzw. Gesellschaften in mehreren Phasen. Dabei sinkt zuerst die Sterberate und dann zeitlich versetzt die Geburtenrate. Im Gegensatz dazu kann der Begriff demografischer Wandel auf jede beliebige Veränderung der Bevölkerungsstruktur angewendet werden. Hier könnte man das Beispiel Deutschland nennen, hier sinkt die Sterberate aufgrund des hohen medizinischen Standards genauso wie die Geburtenrate, dadurch sinkt und altert die Bevölkerung. 
Das Modell des demografischen Übergangs ist im wissenschaftlichen Sinn keine Theorie, sondern eine modellhafte Beschreibung der Bevölkerungsentwicklung. Es geht auf erste Ansätze von Warren S. Thompson (1929) und Frank W. Notestein (1945) zurück, später wurde es von anderen Autoren aufgegriffen und verfeinert. Das Modell hat Anwendung gefunden:
- zur idealtypischen Beschreibung der Veränderungen von Mortalität und Fertilität in den westlichen Industrieländern (vor allem England und Schweden),
- zur Typisierung verschiedener Länder hinsichtlich ihres Standes in der demografischen Entwicklung und
- bei der Untersuchung der Ursachen des Transformationsprozesses.

## 4-Phasen-Modell

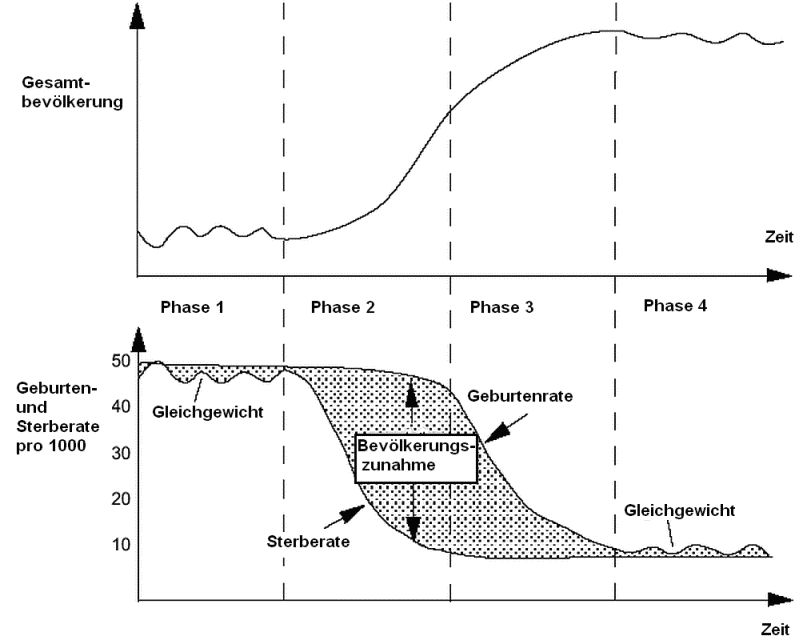
4-phasiges Modell des demografischen Übergangs

Das ursprüngliche Modell wird in vier Phasen unterteilt:
- Phase I (high stationary)
  - Stark schwankende Geburten- und Sterberate, die auf hohem Niveau dicht nebeneinander liegen.
  - Kein wesentliches Bevölkerungswachstum bei hohem demografischem Umsatz.
- Phase II (early expanding)
  - Schere öffnet sich durch Sinken der Sterberate bei etwa gleich bleibender Geburtenrate.
  - Es entsteht ein Geburtenüberschuss, der sich laufend vergrößert.
- Phase III (late expanding)
  - Schließen der Schere: Die Geburtenrate sinkt, und zwar sehr bald rascher als die Sterberate.
  - Der Geburtenüberschuss nimmt laufend ab.
- Phase IV (low stationary)
  - Geburten- und Sterberate liegen auf tiefem Niveau eng beieinander.
  - Kein wesentliches Bevölkerungswachstum bei niedrigem demografischem Umsatz.
- Sonderform:
  - Sterberate überlappt Geburtenrate und die Bevölkerung nimmt ab.

Für die Staaten der westlichen Welt (u. a. Westeuropa, Nordamerika) kann etwa folgende chronologische Einteilung angenommen werden: 
- Phase I: vorindustrielle Zeit bis etwa 1840
- Phase II: 1840–1910
- Phase III: 1910–1980/90 (mit starken Schwankungen aufgrund der beiden Weltkriege, der Weltwirtschaftskrise und des Babybooms)
- Phase IV: seit den 1980er Jahren bis heute; aufgrund der niedrigen Fruchtbarkeitsraten (zwischen 1,21 in Spanien und Singapur und 2,0 in Irland und den USA) kann nur noch durch Einwanderung ein geringes Bevölkerungswachstum erhalten werden

## 5-Phasen-Modell

Neueres 5-phasiges Modell des demografischen Übergangs

In neueren Arbeiten (etwa ab den 1970er Jahren) wird vielfach zwischen fünf Phasen des demografischen Transformationsprozesses unterschieden:
- Phase I – prätransformative oder Vorbereitungsphase (Agrargesellschaft):
  - Hohe, kaum voneinander abweichende Geburten- und Sterberaten.
  - Sterberate kann größere Schwankungen aufweisen und zeitweilig (durch Krankheiten, Seuchen, Hungersnöte, Kriege) die Geburtenrate übertreffen.
  - Sehr geringes Bevölkerungswachstum.
- Phase II – frühtransformative oder Einleitungsphase (frühindustrielle Gesellschaft):
  - Die Geburtenrate bleibt konstant hoch, kann sogar aufgrund des verbesserten Gesundheitszustandes der Frauen leicht ansteigen
  - Langsames, meist nicht gleichmäßiges Absinken der Sterberate.
  - Die Bevölkerungsschere öffnet sich.
- Phase III – mitteltransformative oder Umschwungphase (Übergangsphase):
  - Aufgrund besserer medizinischer Versorgung und verbesserter Hygiene fällt die Sterberate auf ein sehr niedriges Niveau; die Geburtenrate geht langsam zurück, aufgrund des veränderten generativen Verhaltens. Früher brauchte man für die Altersversorgung mehr Kinder, da man durch die hohe Sterberate davon ausging, dass rund 50 % sterben. Durch die bessere medizinische Versorgung setzt jetzt ein Umdenken ein und es ist ausreichend, wenn man weniger Kinder hat, da diese durch die verbesserte medizinische Versorgung auch mit hoher Wahrscheinlichkeit überleben werden. Des Weiteren spart man Kosten, da Kinder im Alter von ca. 0–15 Jahren ein großer Kostenfaktor sind.
  - Das Bevölkerungswachstum erreicht seinen höchsten Stand.
  - Meistens öffnet sich in dieser Phase das „demografische Fenster“, das bedeutet, dass der Großteil der Bevölkerung im Alter von 15 bis 65 ist, also im arbeitsfähigen Alter. Dieser Anteil ist größer als der Jugendsockel (Bevölkerung im Alter von 0 bis 15) und der Rentensockel (Bevölkerung im Alter ab 65). Somit gibt es mehr Menschen, die etwas erwirtschaften, als Menschen, die versorgt werden müssen. Als Folge erlebt das Land meist einen wirtschaftlichen Aufschwung.
- Phase IV – spättransformative oder Einlenkungsphase (Industriegesellschaft):
  - Die Sterberate sinkt kaum noch; die Geburtenrate nimmt dagegen durch Empfängnisverhütung sehr stark ab.
  - Das Bevölkerungswachstum geht zurück, die Bevölkerungsschere schließt sich.
- Phase V – posttransformative oder ausklingende Phase (postindustrielle Gesellschaft):
  - Geburten- und Sterberate sind stabil und niedrig.
  - Bevölkerungswachstum ist gering und unterliegt kaum Schwankungen.

## Variables Modell

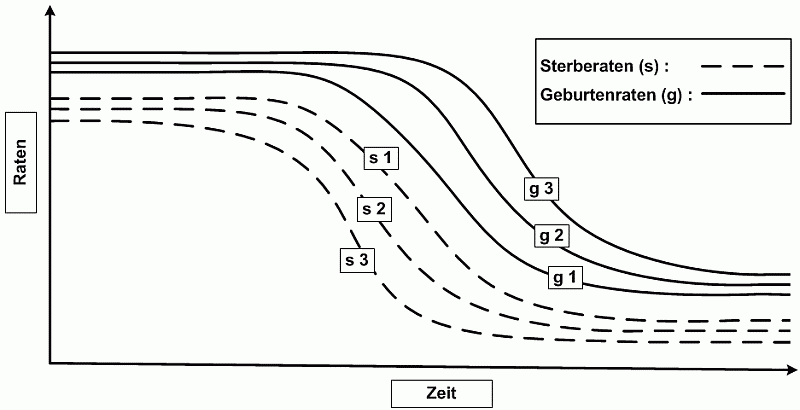
Variables Modell des demografischen Übergangs

Der in der Empirie festgestellte demografische Übergang ist nicht in allen europäischen Ländern gleich verlaufen. Begonnen hat er in England und dauerte dort ca. 200 Jahre, während er in Ländern wie den Niederlanden oder Deutschland nur 90 bzw. 70 Jahre dauerte.
Nicht nur die Dauer, sondern auch die Ausprägung der Bevölkerungsschere ist in den europäischen Ländern unterschiedlich. Eine Ausnahme stellt z. B. Frankreich dar: Der Rückgang von Sterbe- und Geburtenrate erfolgte fast gleichzeitig. Im Gegensatz zu anderen europäischen Ländern kam es also zu keinem starken Bevölkerungszuwachs durch eine große Scherenöffnung.
Um solche Abweichungen mit einzubeziehen, wurde in den 1980er Jahren das variable Modell des demografischen Übergangs entwickelt. Mit Hilfe verschiedener Kurven der Geburtenrate (g1, g2, und g3) sowie der Sterberate (s1, s2 und s3), die unterschiedliche Neigungen aufweisen, können unterschiedliche Transformationsprozesse im Modell abgebildet werden. Zum Beispiel:
- Der Verlauf des französischen Übergangs wird durch die Kurven, die eng beieinander liegen, dargestellt (s1 und g1); in Deutschland liegen die Kurven entsprechend weiter auseinander (s2 und g2).
- In Staaten der Dritten Welt kann deren Verlauf durch die Kurven, die weit auseinander liegen, dargestellt werden (s3 und g3).

Damit ist das Modell des demografischen Übergangs flexibel genug, um eine Klassifizierung und Typisierung von Staaten hinsichtlich ihres Standes im Prozess des demografischen Übergangs und in der Art, wie dieser abläuft, zu erlauben.

## Theorie des demografischen Übergangs
Ein Modell dient im Prinzip nur dem Zweck, vorgefundene Entwicklungen nachträglich zu beschreiben. Eine andere Situation ergibt sich bei einer Auffassung als Theorie. Eine Theorie des demografischen Übergangs entspricht der Behauptung, die einzelnen Phasen würden gesetzmäßig so ablaufen wie im Modell beschrieben. Das Modell kann dann auch zur Prognose der Bevölkerungsentwicklung in einzelnen Staaten dienen. Dabei hat sich das variable Modell als am besten geeignet gezeigt.
Gegen die Theoriekonzeption sind verschiedene Kritikpunkte vorgebracht worden:
- Die Theorie sei kulturspezifisch, da sie auf westlichen generativen Verhaltensmustern aufbaue.
- Bestimmende Faktoren würden nicht hinreichend erklärt, das generative Verhalten sei nur bedingt mit Modernisierungsprozessen korreliert.
- Die Theorie habe einen geringen Prognosewert, sie sage nur voraus, dass die Geburtenrate irgendwann nach der Sterberate absinkt.
- Die Entwicklung sei nicht abgeschlossen: keine Stabilisierung der Bevölkerungsentwicklung in den Industrieländern (sogenannter zweiter demografischer Übergang).